# Гули-Бодом
Гули-Бодом (тадж. Гули Бодом; до 2008 года — Бешкаппа) — село в районе Рудаки Республики Таджикистан. Входит в состав джамоата (сельской общины) Эсанбой района Рудаки.
Находится на расстоянии 64 км от райцентра (пгт. Сомониён) и 11 км от центра общины (село Эсанбой).
Население — 475 чел. (2017).